# Sainte-Colombe-sur-l'Hers
Pour les articles homonymes, voir Sainte-Colombe.
Sainte-Colombe-sur-l'Hers  (en occitan Santa Colomba d'Ers) est une commune française, située dans le sud-ouest du département de l'Aude en région Occitanie. Ses habitants sont appelés les Sainte-Colombiens.
Sur le plan historique et culturel, la commune fait partie du Razès, un pays historiquement très étendu, qui ne se résume aujourd'hui qu'aux collines de la Malepère et au bas Razès au centre et au sud, limité par le pays de Sault. Exposée à un climat océanique altéré, elle est drainée par l'Hers-Vif et par divers autres petits cours d'eau. La commune possède un patrimoine naturel remarquable : un site Natura 2000 (« Garonne, Ariège, Hers, Salat, Pique et Neste ») et six zones naturelles d'intérêt écologique, faunistique et floristique.
Sainte-Colombe-sur-l'Hers est une commune rurale qui compte 444 habitants en 2022, après avoir connu un pic de population de 1 467 habitants en 1836. Ses habitants sont appelés les Sainte-Colombiens ou  Sainte-Colombiennes.

## Géographie
Située dans la moyenne vallée de l'Hers-Vif, tout près du lac de Montbel, la commune est limitrophe du département de l'Ariège. Elle se situe à la terminaison orientale des plis calcaires du massif du Plantaurel.

### Communes limitrophes
Les communes limitrophes sont Lesparrou, Montbel, Le Peyrat et Rivel.
|                    | Montbel (Ariège)          |       |
| Le Peyrat (Ariège) | Sainte-Colombe-sur-l'Hers | Rivel |
|                    | Lesparrou (Ariège)        |       |

### Hydrographie
La commune est dans le bassin de la Garonne, au sein du bassin hydrographique Adour-Garonne. Elle est drainée par l'Hers-Vif et un bras de l'Hers et par divers petits cours d'eau, qui constituent un réseau hydrographique de 14 km de longueur totale,.
L'Hers-Vif, d'une longueur totale de 134,9 km, prend sa source dans la commune de Prades et s'écoule du sud vers le nord. Il traverse la commune et se jette dans l'Ariège à Cintegabelle, après avoir traversé 41 communes.

### Climat
Pour des articles plus généraux, voir Climat de l'Occitanie et Climat de l'Aude.
En 2010, le climat de la commune est de type climat océanique franc, selon une étude s'appuyant sur une série de données couvrant la période 1971-2000. En 2020, Météo-France publie une typologie des climats de la France métropolitaine dans laquelle la commune est exposée à un climat de montagne ou de marges de montagne et est dans une zone de transition entre les régions climatiques « Pyrénées orientales » et « Pyrénées centrales »0.
Pour la période 1971-2000, la température annuelle moyenne est de 12,6 °C, avec une amplitude thermique annuelle de 15,6 °C. Le cumul annuel moyen de précipitations est de 889 mm, avec 9,7 jours de précipitations en janvier et 6 jours en juillet. Pour la période 1991-2020, la température moyenne annuelle observée sur la station météorologique la plus proche, située sur la commune de Saint-Benoît à 11 km à vol d'oiseau, est de 12,5 °C et le cumul annuel moyen de précipitations est de 900,5 mm,. Pour l'avenir, les paramètres climatiques de la commune estimés pour 2050 selon différents scénarios d’émission de gaz à effet de serre sont consultables sur un site dédié publié par Météo-France en novembre 2022.

### Milieux naturels et biodiversité

#### Réseau Natura 2000

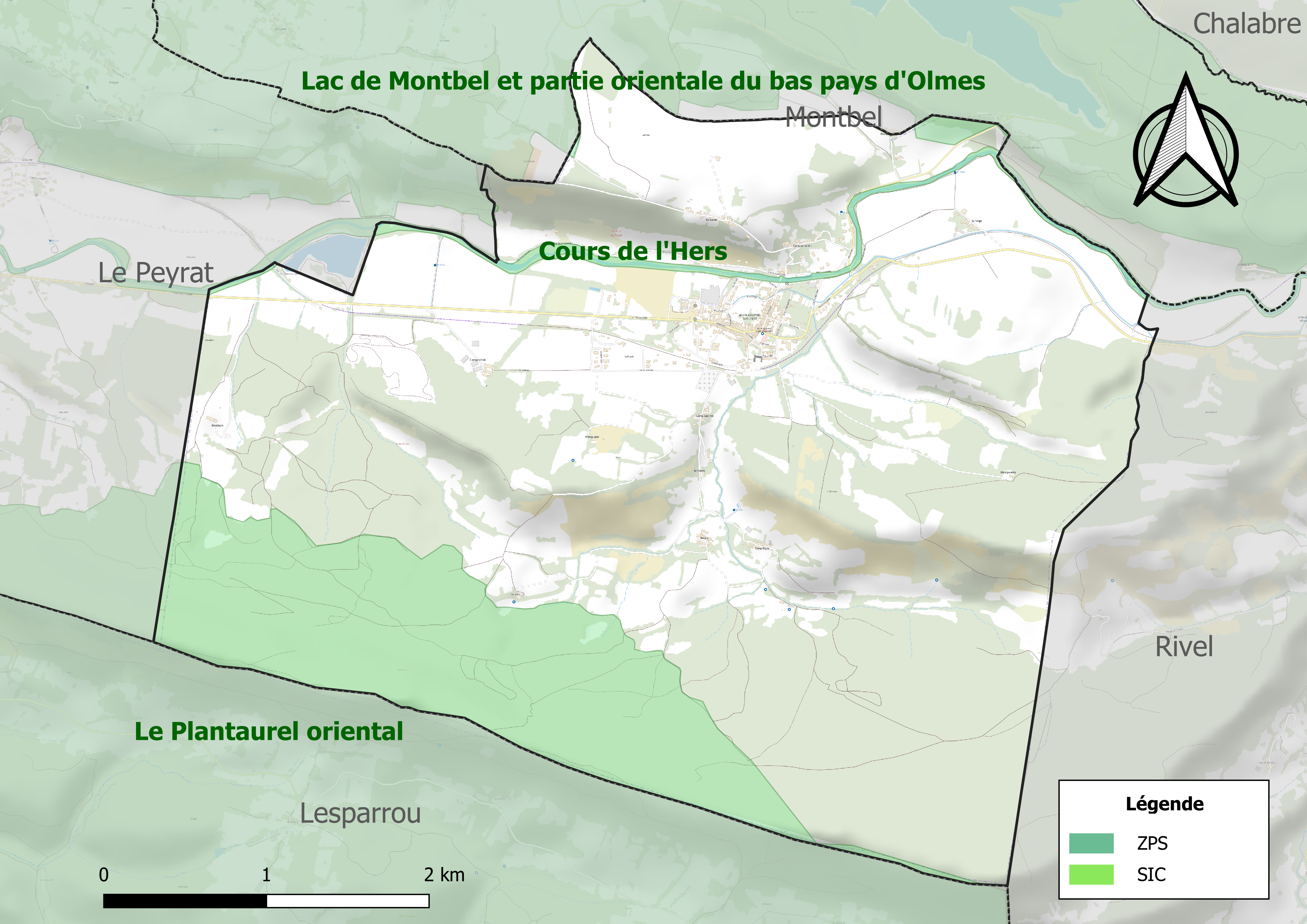
Site Natura 2000 sur le territoire communal.

Le réseau Natura 2000 est un réseau écologique européen de sites naturels d'intérêt écologique élaboré à partir des directives habitats et oiseaux, constitué de zones spéciales de conservation (ZSC) et de zones de protection spéciale (ZPS).
Un site Natura 2000 a été défini sur la commune au titre de la directive habitats : « Garonne, Ariège, Hers, Salat, Pique et Neste », d'une superficie de 9 581 ha, un réseau hydrographique pour les poissons migrateurs, avec des zones de frayères actives et potentielles importantes pour le Saumon en particulier qui fait l'objet d'alevinages réguliers et dont des adultes atteignent déjà Foix sur l'Ariège.

#### Zones naturelles d'intérêt écologique, faunistique et floristique
L’inventaire des zones naturelles d'intérêt écologique, faunistique et floristique (ZNIEFF) a pour objectif de réaliser une couverture des zones les plus intéressantes sur le plan écologique, essentiellement dans la perspective d’améliorer la connaissance du patrimoine naturel national et de fournir aux différents décideurs un outil d’aide à la prise en compte de l’environnement dans l’aménagement du territoire.
Trois ZNIEFF de type 1 sont recensées sur la commune :
- le « cours de l'Hers » (891 ha), couvrant 41 communes dont 32 dans l'Ariège, 7 dans l'Aude et 2 dans la Haute-Garonne[15] ;
- le « lac de Montbel et partie orientale du bas pays d'Olmes » (7 201 ha), couvrant 19 communes dont 15 dans l'Ariège et 4 dans l'Aude[16] ;
- « le Plantaurel oriental » (3 272 ha), couvrant 11 communes dont 9 dans l'Ariège et 2 dans l'Aude[17] ;

et trois ZNIEFF de type 2, : 
- les « coteaux du Palassou » (26 749 ha), couvrant 48 communes dont 43 dans l'Ariège et 5 dans l'Aude[18] ;
- « le Plantaurel » (42 116 ha), couvrant 72 communes dont 68 dans l'Ariège, 2 dans l'Aude et 2 dans la Haute-Garonne[19] ;
- « l'Hers et ripisylves » (1 417 ha), couvrant 41 communes dont 32 dans l'Ariège, 7 dans l'Aude et 2 dans la Haute-Garonne[20].

Carte des ZNIEFF de type 1 et 2 à Sainte-Colombe-sur-l'Hers.
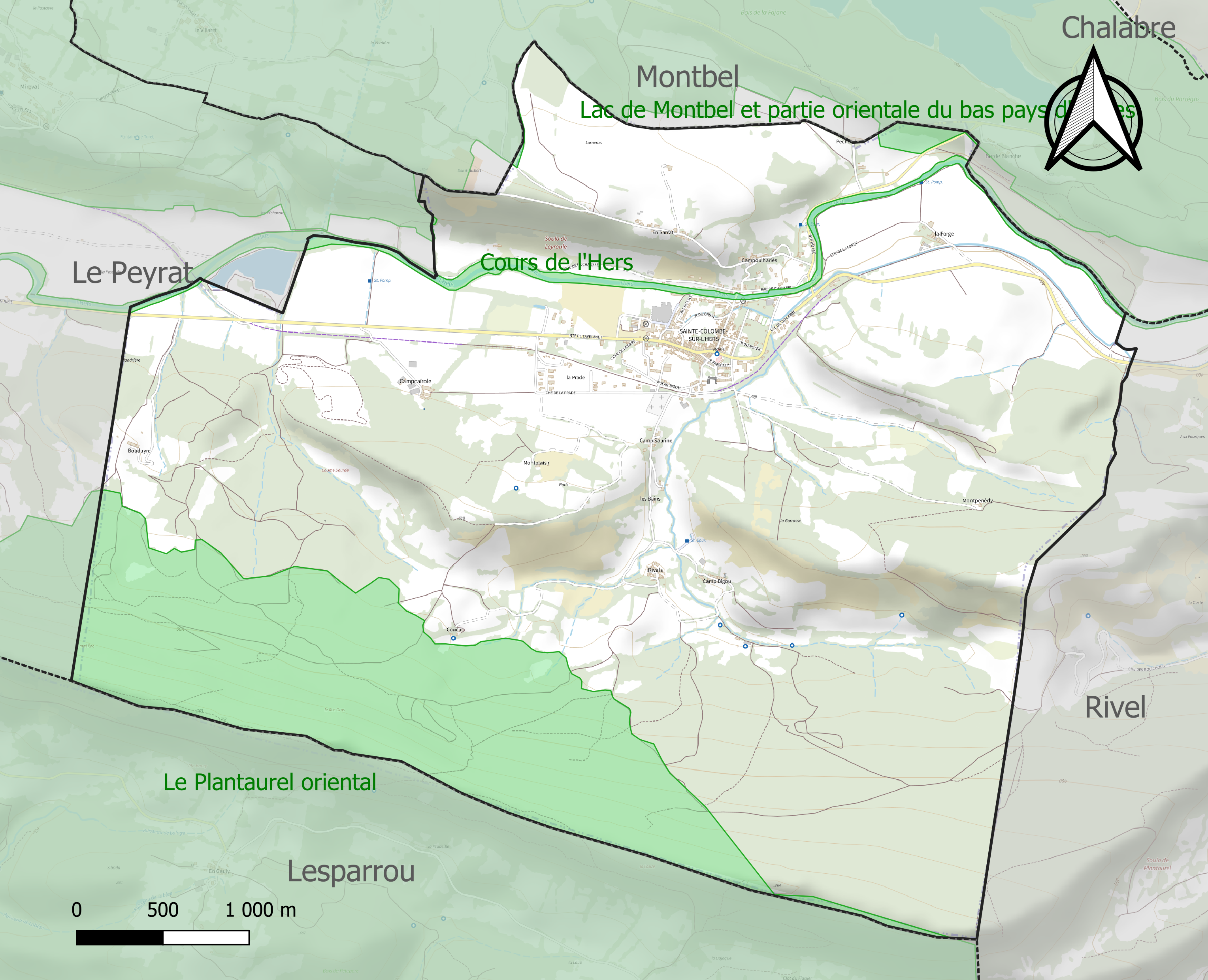
Carte des ZNIEFF de type 1 sur la commune.
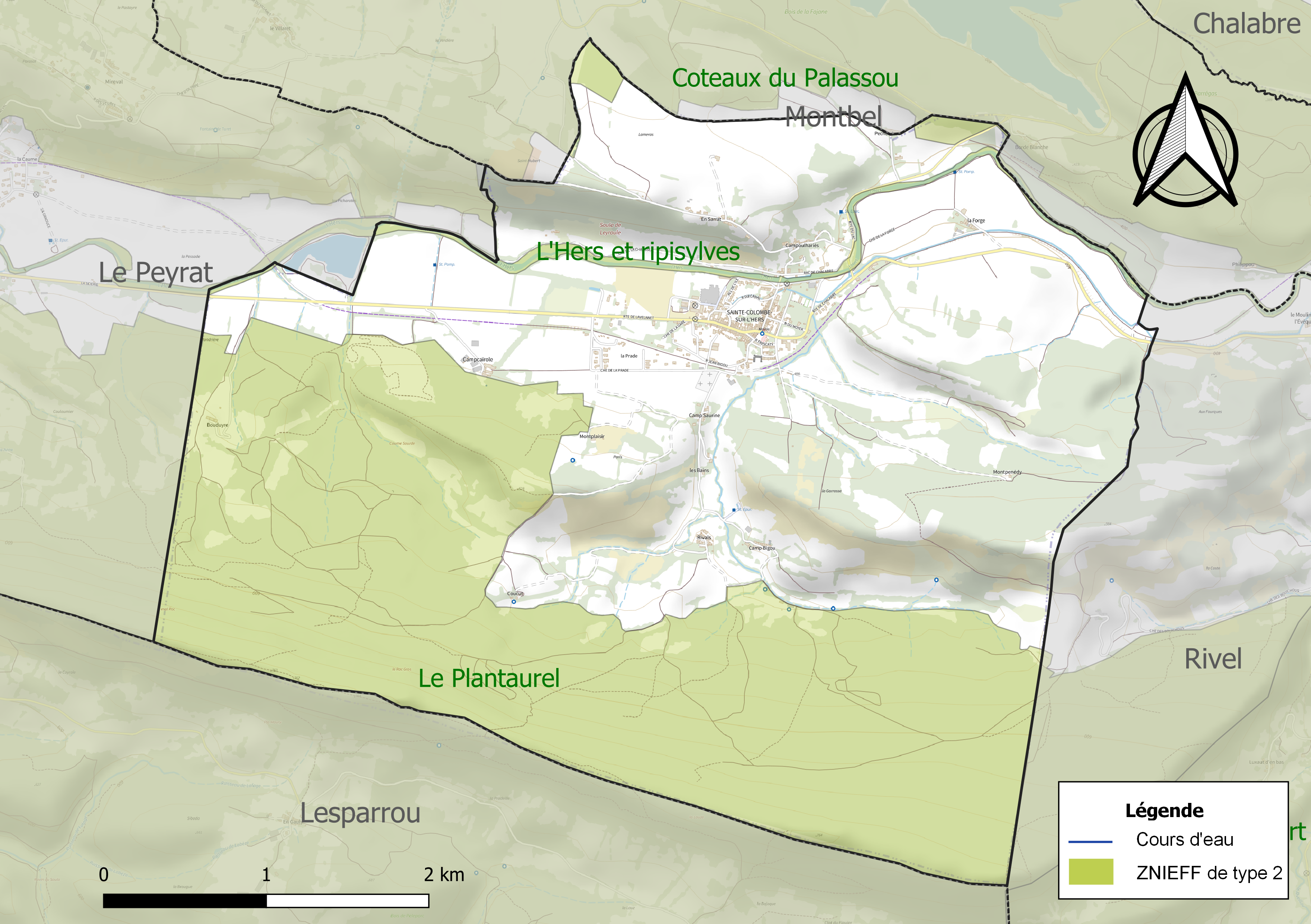
Carte des ZNIEFF de type 2 sur la commune.

## Urbanisme

### Typologie
Au 1er janvier 2024, Sainte-Colombe-sur-l'Hers est catégorisée commune rurale à habitat dispersé, selon la nouvelle grille communale de densité à 7 niveaux définie par l'Insee en 2022.
Elle est située hors unité urbaine et hors attraction des villes,.

### Occupation des sols
L'occupation des sols de la commune, telle qu'elle ressort de la base de données européenne d’occupation biophysique des sols Corine Land Cover (CLC), est marquée par l'importance des territoires agricoles (48,6 % en 2018), en diminution par rapport à 1990 (49,7 %). La répartition détaillée en 2018 est la suivante : 
forêts (45,2 %), zones agricoles hétérogènes (25,6 %), prairies (14,9 %), terres arables (8,1 %), zones urbanisées (3,6 %), milieux à végétation arbustive et/ou herbacée (2,6 %). L'évolution de l’occupation des sols de la commune et de ses infrastructures peut être observée sur les différentes représentations cartographiques du territoire : la carte de Cassini (XVIIIe siècle), la carte d'état-major (1820-1866) et les cartes ou photos aériennes de l'IGN pour la période actuelle (1950 à aujourd'hui).

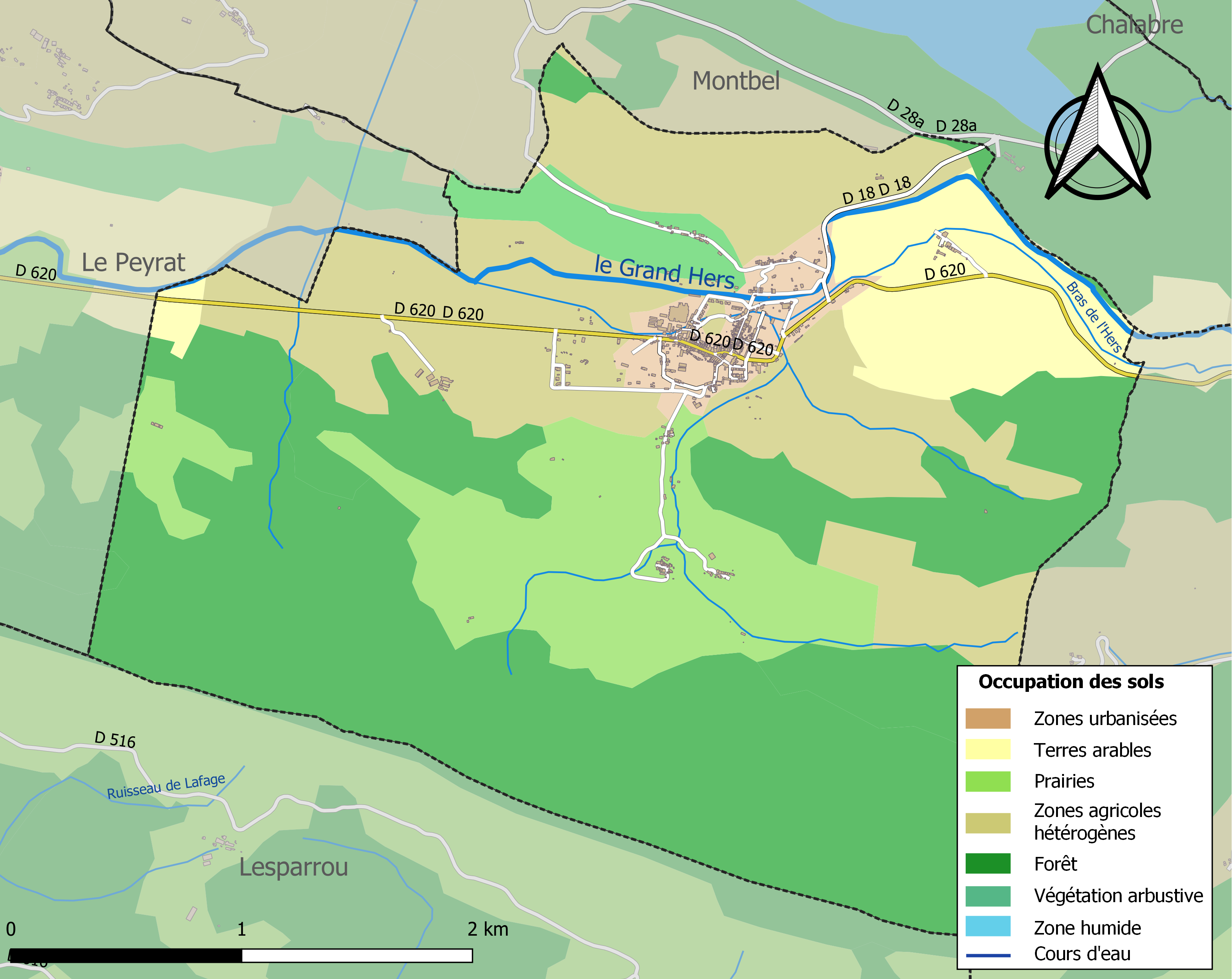
Carte des infrastructures et de l'occupation des sols de la commune en 2018 (CLC).

### Risques majeurs
Le territoire de la commune de Sainte-Colombe-sur-l'Hers est vulnérable à différents aléas naturels : météorologiques (tempête, orage, neige, grand froid, canicule ou sécheresse), inondations et séisme (sismicité modérée). Un site publié par le BRGM permet d'évaluer simplement et rapidement les risques d'un bien localisé soit par son adresse soit par le numéro de sa parcelle.
Certaines parties du territoire communal sont susceptibles d’être affectées par le risque d’inondation par débordement de cours d'eau, notamment le ruisseau de Glandes. La commune a été reconnue en état de catastrophe naturelle au titre des dommages causés par les inondations et coulées de boue survenues en 1982, 1992, 2009 et 2014,.

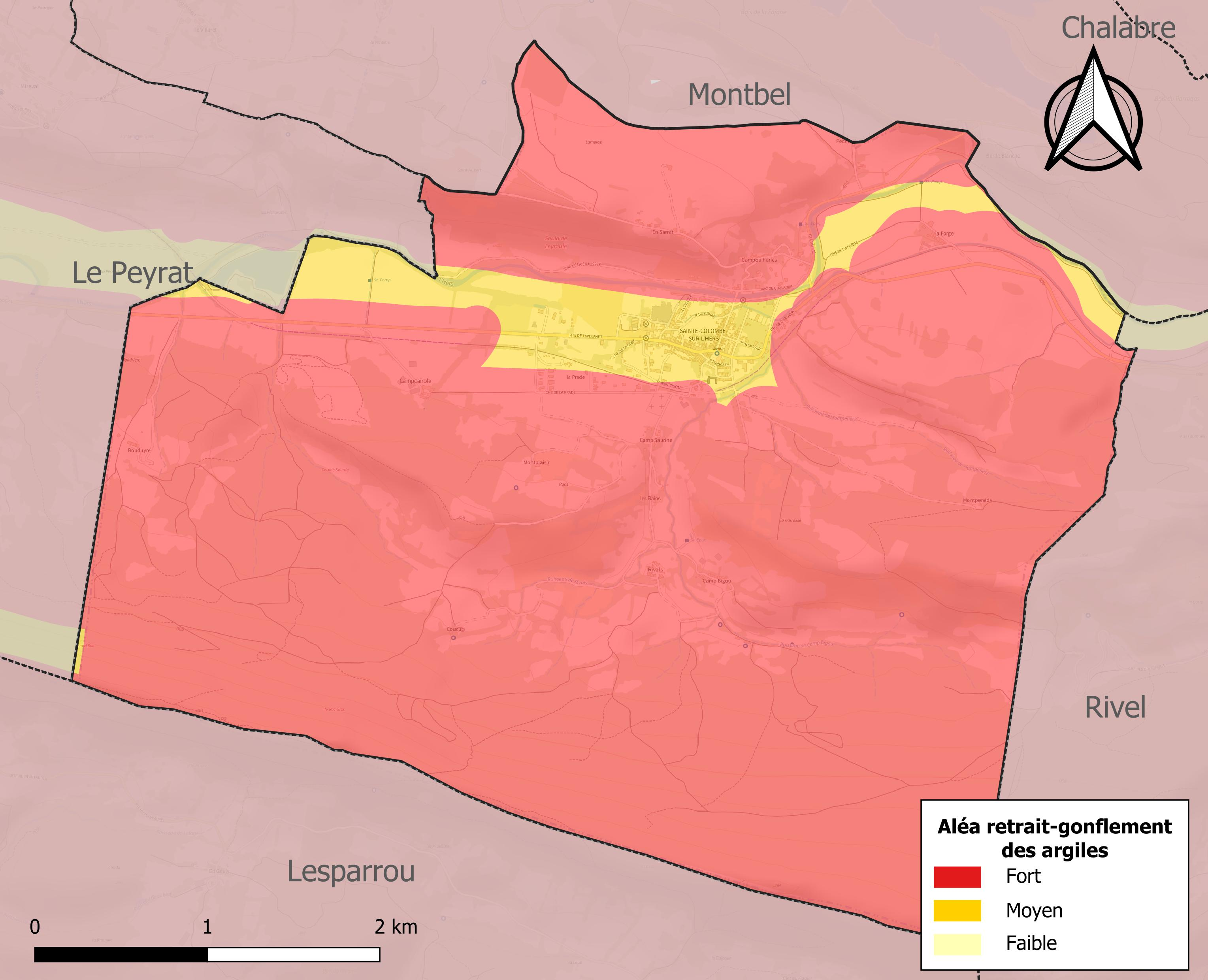
Carte des zones d'aléa retrait-gonflement des sols argileux de Sainte-Colombe-sur-l'Hers.

Le retrait-gonflement des sols argileux est susceptible d'engendrer des dommages importants aux bâtiments en cas d’alternance de périodes de sécheresse et de pluie. La totalité de la commune est en aléa moyen ou fort (75,2 % au niveau départemental et 48,5 % au niveau national). Sur les 337 bâtiments dénombrés sur la commune en 2019, 337 sont en aléa moyen ou fort, soit 100 %, à comparer aux 94 % au niveau départemental et 54 % au niveau national. Une cartographie de l'exposition du territoire national au retrait gonflement des sols argileux est disponible sur le site du BRGM,.

## Histoire
A compter du 25 août 1903, la commune a été dotée d'une gare sur la ligne de Moulin-Neuf à Lavelanet. Le service voyageur a été fermé en 18 avril 1939. Il y eut une réouverture temporaire du service voyageur du 5 mai 1941 au 6 mai 1946, effectivement la pénurie de transports routiers conduisit à ajouter une voiture au train de marchandises subsistant. Le service marchandise fut fermé le 16 décembre 1973 en même temps que la ligne devenue depuis une voie verte.

## Politique et administration

### Liste des maires
| Période                                  | Période  | Identité        | Étiquette | Qualité |
| ---------------------------------------- | -------- | --------------- | --------- | ------- |
| mars 2001                                | 2014     | Lucien Clergue  | SE        |         |
| 2014                                     | En cours | Thierry Couteau |           |         |
| Les données manquantes sont à compléter. |          |                 |           |         |

## Démographie
L'évolution du nombre d'habitants est connue à travers les recensements de la population effectués dans la commune depuis 1793. Pour les communes de moins de 10 000 habitants, une enquête de recensement portant sur toute la population est réalisée tous les cinq ans, les populations de référence des années intermédiaires étant quant à elles estimées par interpolation ou extrapolation. Pour la commune, le premier recensement exhaustif entrant dans le cadre du nouveau dispositif a été réalisé en 2006.

En 2022, la commune comptait 444 habitants, en évolution de +1,37 % par rapport à 2016 (Aude : +2,65 %, France hors Mayotte : +2,11 %).
| 1793  | 1800  | 1806  | 1821  | 1831  | 1836  | 1841  | 1846  | 1851  |
| ----- | ----- | ----- | ----- | ----- | ----- | ----- | ----- | ----- |
| 1 093 | 1 057 | 1 098 | 1 045 | 1 233 | 1 467 | 1 368 | 1 315 | 1 426 |

| 1856  | 1861  | 1866  | 1872  | 1876  | 1881  | 1886  | 1891  | 1896  |
| ----- | ----- | ----- | ----- | ----- | ----- | ----- | ----- | ----- |
| 1 325 | 1 166 | 1 178 | 1 275 | 1 321 | 1 350 | 1 391 | 1 274 | 1 227 |

| 1901  | 1906  | 1911  | 1921 | 1926 | 1931 | 1936 | 1946 | 1954 |
| ----- | ----- | ----- | ---- | ---- | ---- | ---- | ---- | ---- |
| 1 078 | 1 123 | 1 166 | 882  | 853  | 797  | 795  | 716  | 759  |

| 1962 | 1968 | 1975 | 1982 | 1990 | 1999 | 2006 | 2011 | 2016 |
| ---- | ---- | ---- | ---- | ---- | ---- | ---- | ---- | ---- |
| 711  | 603  | 544  | 534  | 530  | 539  | 511  | 496  | 438  |

| 2021 | 2022 | - | - | - | - | - | - | - |
| ---- | ---- | - | - | - | - | - | - | - |
| 441  | 444  | - | - | - | - | - | - | - |

## Économie

### Revenus
En 2018  (données Insee publiées en septembre 2021), la commune compte 208 ménages fiscaux, regroupant 400 personnes. La médiane du revenu disponible par unité de consommation est de 17 570 € (19 240 € dans le département).

### Emploi
| Division       | 2008   | 2013   | 2018   |
| -------------- | ------ | ------ | ------ |
| Commune        | 10 %   | 14,4 % | 16,4 % |
| Département    | 10,2 % | 12,8 % | 12,6 % |
| France entière | 8,3 %  | 10 %   | 10 %   |

En 2018, la population âgée de 15 à 64 ans s'élève à 255 personnes, parmi lesquelles on compte 66 % d'actifs (49,6 % ayant un emploi et 16,4 % de chômeurs) et 34 % d'inactifs,. En  2018, le taux de chômage communal (au sens du recensement) des 15-64 ans est supérieur à celui de la France et du département, alors qu'il était inférieur à celui du département en 2008.
La commune est hors attraction des villes,. Elle compte 64 emplois en 2018, contre 51 en 2013 et 59 en 2008. Le nombre d'actifs ayant un emploi résidant dans la commune est de 132, soit un indicateur de concentration d'emploi de 48,4 % et un taux d'activité parmi les 15 ans ou plus de 45,3 %.
Sur ces 132 actifs de 15 ans ou plus ayant un emploi, 46 travaillent dans la commune, soit 35 % des habitants. Pour se rendre au travail, 77 % des habitants utilisent un véhicule personnel ou de fonction à quatre roues, 12,7 % s'y rendent en deux-roues, à vélo ou à pied et 10,4 % n'ont pas besoin de transport (travail au domicile).

### Activités hors agriculture
42 établissements sont implantés  à Sainte-Colombe-sur-l'Hers au 31 décembre 2019. Le tableau ci-dessous en détaille le nombre par secteur d'activité et compare les ratios avec ceux du département,.
| Secteur d'activité                                                                                        | Commune | Commune | Département |
| Secteur d'activité                                                                                        | Nombre  | %       | %           |
| --- | ------- | ------- | ----------- |
| Ensemble                                                                                                  | 42      |         |             |
| Industrie manufacturière, industries extractives et autres                                                | 8       | 19 %    | (8,8 %)     |
| Construction                                                                                              | 7       | 16,7 %  | (14 %)      |
| Commerce de gros et de détail, transports, hébergement et restauration                                    | 11      | 26,2 %  | (32,3 %)    |
| Activités financières et d'assurance                                                                      | 1       | 2,4 %   | (2,7 %)     |
| Activités immobilières                                                                                    | 1       | 2,4 %   | (5,2 %)     |
| Activités spécialisées, scientifiques et techniques et activités de services administratifs et de soutien | 5       | 11,9 %  | (13,3 %)    |
| Administration publique, enseignement, santé humaine et action sociale                                    | 3       | 7,1 %   | (13,2 %)    |
| Autres activités de services                                                                              | 6       | 14,3 %  | (8,8 %)     |

Le secteur du commerce de gros et de détail, des transports, de l'hébergement et de la restauration est prépondérant sur la commune puisqu'il représente 26,2 % du nombre total d'établissements de la commune (11 sur les 42 entreprises implantées  à Sainte-Colombe-sur-l'Hers), contre 32,3 % au niveau départemental.

### Agriculture
|               | 1988 | 2000 | 2010 | 2020 |
| ------------- | ---- | ---- | ---- | ---- |
| Exploitations | 0    | 0    | 0    | 4    |
| SAU (ha)      | 0    | 0    | 0    | 507  |

La commune est dans le Razès, une petite région agricole occupant l'ouest du département de l'Aude, également dénommée localement « Volvestre et Razès ». En 2020, l'orientation technico-économique de l'agriculture  sur la commune est l'élevage de bovins pour la viande. Quatre exploitations agricoles ayant leur siège dans la commune sont dénombrées lors du recensement agricole de 2020 (aucune  en 1988). La superficie agricole utilisée est de 507 ha,,.

## Culture locale et patrimoine

### Lieux et monuments
- Église Sainte-Colombe de Sainte-Colombe-sur-l'Hers.
- Fontaine Wallace.
- Chapelle de Sainte-Colombe-sur-l'Hers.

### Personnalités liées à la commune
- Raymond Viviès, baron de La Prade (1763-1813), général de l'Empire, officier de la Légion d'honneur, chevalier de la Couronne de Fer. Happé par le tourbillon de l'histoire en 1793, il est nommé chef de brigade (colonel) six ans plus tard et gagne ses étoiles à Austerlitz. Après avoir participé aux grandes étapes qui ont jalonné l'épopée napoléonienne (campagne d'Italie, Austerlitz, Iéna, Eylau, Essling, Wagram, la Bérézina), il mourra de fièvre et à bout de force à Vilnius (Lituanie) après avoir couvert les arrières de la Grande Armée lors de la retraite de Russie. Qualifié d"oublié de la Grande Armée" par Jean Tulard dans son "Dictionnaire Napoléon" (Fayard, 1978), Viviès incarne l’engagement de ces hommes qui ne peut s’expliquer simplement par leur loyauté envers un chef charismatique et leur avidité de conquêtes, mais aussi et surtout parce qu’ils se sentaient les hérauts de valeurs, héritées du siècle des Lumières et ayant pour vocation à s'imposer aux monarchies féodales européennes, qui dépassaient leurs ambitions personnelles. Son souvenir est perpétué par une épitaphe invitant à la prière sur le caveau familial au centre du cimetière de Sainte-Colombe[37]
- Jean-Marc-Antoine Gaudonville, né à Sainte-Colombe-sur-l'Hers le 7 juin 1767, décédé le 28 janvier 1851 à Pamiers (Ariège). Avocat-avoué à Pamiers. Élu député de l'Ariège le 15 janvier 1815 pendant les Cent-jours, conseiller municipal, adjoint au maire de Pamiers.
- Jean Bonnail, né le 13 octobre 1852 à Rivel, industriel, dirigeait une manufacture de draperie locale. président de la Société Mutuelle, Bonnail est élu maire radical socialiste de Sainte-Colombe-sur-l'Hers en 1878 ; en 1892 il est élu conseiller général du canton de Chalabre et le reste pendant 36 ans jusqu'à son décès le 27 juillet 1928 à Sainte-Colombe-sur-l'Hers. Jean Bonnail, a été élu le 17 mars 1912 député de l'Aude radical socialiste (arrondissement de Limoux) ; réélu le 26 avril 1914, il occupe son siège jusqu'au 16 mars 1919, date à laquelle il ne se représente pas.
- Étienne Dujardin-Beaumetz, célèbre peintre, cacique du Parti radical socialiste dans l'Aude, est élu sénateur de l'Aude. Il choisit de parrainer son dauphin Jean Bonnail. Les opposants d'Henri Dujardin-Beaumetz, qui vont de la droite maurrassienne à des socialistes autonomistes avec Ernest Ferroul, de Narbonne, en passant par des radicaux dissidents avec Paulin Nicolau, maire de Quillan, incitent le célèbre aviateur Jules Védrines à se présenter face à Jean Bonnail. Pour battre la campagne électorale, Védrines utilise son avion et ses talents d'aviateur. Il sillonne le ciel audois. Il se pose dans un champ proche du village où il doit tenir une réunion électorale, ce qui en 1912 n'est pas commun. Mais Jean Bonnail est élu, avec une faible majorité.
- Marcel Briguiboul (1837-1892) peintre et sculpteur, né à Sainte-Colombe-sur-l'Hers.
- Jean Boulbet, né le 2 janvier 1926 à Ste Colombe sur l’Hers, décédé le 11 février 2007 à Phuket en Thaïlande est un géographe, cartographe et ethnologue, spécialiste de l’Asie du Sud-Est. En 1943, il rejoint le maquis de Picaussel en Ariège. Puis il fait toute la campagne de France, d’engage comme volontaire pour se battre dans le Pacifique, arrive en septembre 1945 à Saïgon. Démobilisé au Viêt Nam dès 1946, il explore les hauts plateaux, photographiant et enregistrant les populations. Il cartographie la région, partage la vie du peuple, parle la langue. En 1963, il quitte le Viêt Nam pour le Cambodge et les temples d’Angkor. À ce moment, il reprend ses études, passe la 2ème partie du Bac, obtient une licence de géographie à l’université de Phnom Penh et s’inscrit en ethnologie à l’École Pratique des Hautes Études. Membre scientifique de l’École Française d’Extrême-Orient, il est nommé conservateur du Phnom Kulen, à une cinquantaine de kilomètres au nord-est d’Angkor. Il découvre des sites archéologiques importants. Pendant la guerre civile cambodgienne, il ramène, au péril de sa vie, un couple à la Conservation d’Angkor. Pour cet acte héroïque, il reçoit en 1970 la Légion d’Honneur à titre militaire « exceptionnel « . En 1975, Jean Boulbet est le dernier européen à quitter le Cambodge. En 1978, il s’installe à Phuket, explorant les baies, établissant la première carte de la région, découvrant de remarquables grottes, des sépultures néolithiques, des sites pariétaux, des ermitages bouddhiques. Il est mort à Phuket, 2 ans après le tsunami qui ravagea l’île.